# Ivan Swedrup
Stig Ivan Swedrup, ursprungligen Svensson, född 16 november 1913 i Höör, död 9 mars 1999 i Stockholm, var en svensk fackboksförfattare inom ämnet kynologi (hundar) och generalsekreterare i Svenska Kennelklubben (SKK). Han var bror till Christer Swedrup.

## Biografi
Swedrup avlade folkskollärarexamen i Lund 1935 och reservofficersexamen 1939. Han tjänstgjorde vid Skånska kavalleriregementet (K2) 1940–1942 och vid Skånska pansarregementet (P 2) 1942–1944. Han var generalsekreterare i Svenska Kennelklubben (SKK) i Stockholm 1945–1973 och sekreterare i Nordiska kennelunionen från 1953. Han blev ryttmästare i kavalleriets reserv 1951. Hans böcker har översatts till flera språk. Han var auktoriserad utställningsdomare för samtliga hundraser och drev själv kennel. År 1968 utnämndes han till hedersdoktor vid Veterinärhögskolan.